# Ixora densiflora
Ixora densiflora är en måreväxtart som beskrevs av Johannes Müller Argoviensis. Ixora densiflora ingår i släktet Ixora och familjen måreväxter. Inga underarter finns listade i Catalogue of Life.